# Patteriol
Patteriol är ett berg i Österrike.   Det ligger i distriktet Landeck och förbundslandet Tyrolen, i den västra delen av landet, 500 km väster om huvudstaden Wien. Toppen på Patteriol är 3 056 meter över havet.
Terrängen runt Patteriol är huvudsakligen bergig, men åt sydväst är den kuperad. Runt Patteriol är det ganska glesbefolkat, med 22 invånare per kvadratkilometer.. Närmaste större samhälle är Sankt Anton am Arlberg, 10,5 km nordost om Patteriol. 
Trakten runt Patteriol består i huvudsak av gräsmarker.